# کاروان (گروه موسیقی)

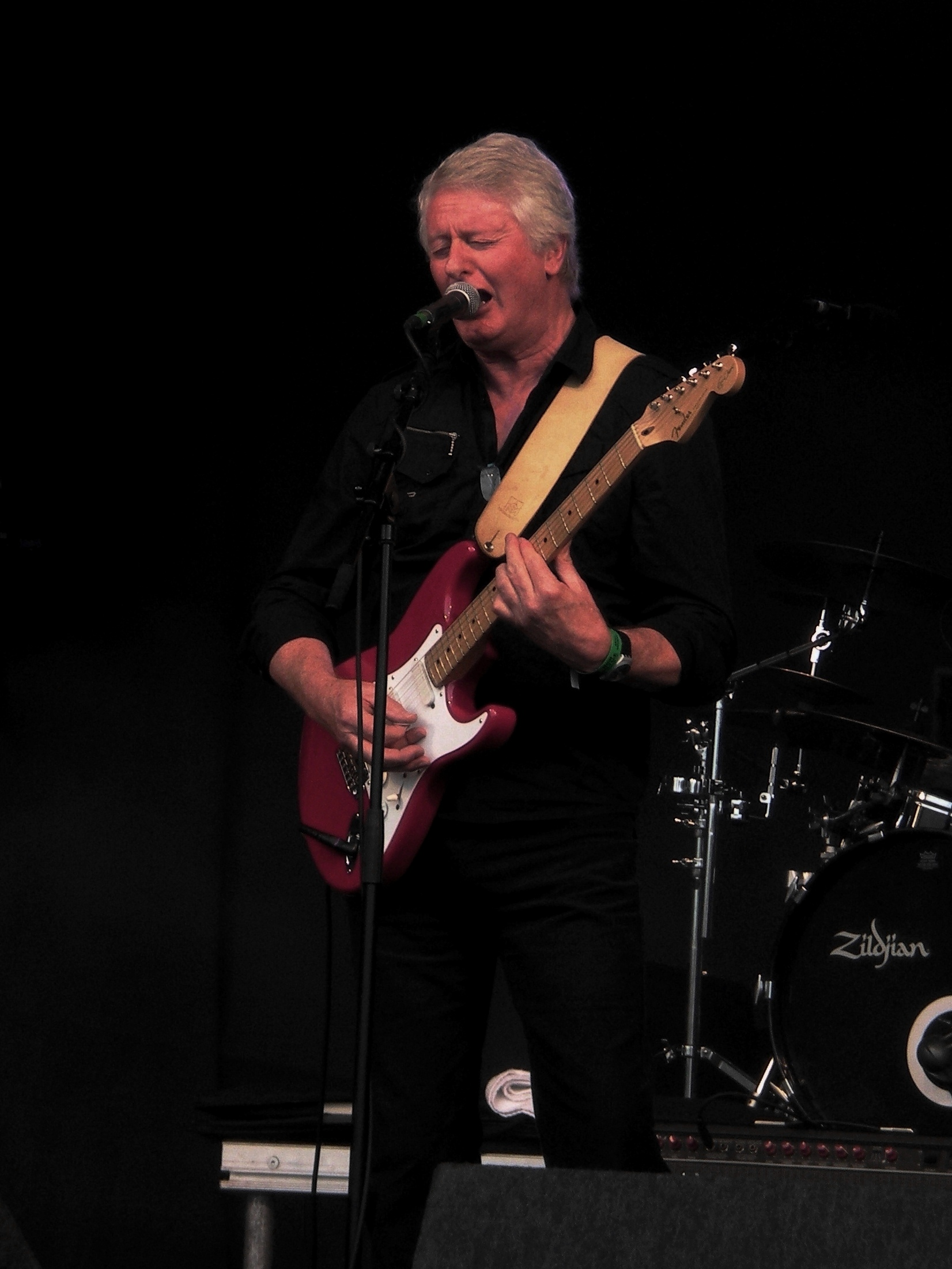
اجرای پای هیستینگز با کاروان در جشنواره های‌ولتاژ در سال ۲۰۱۱

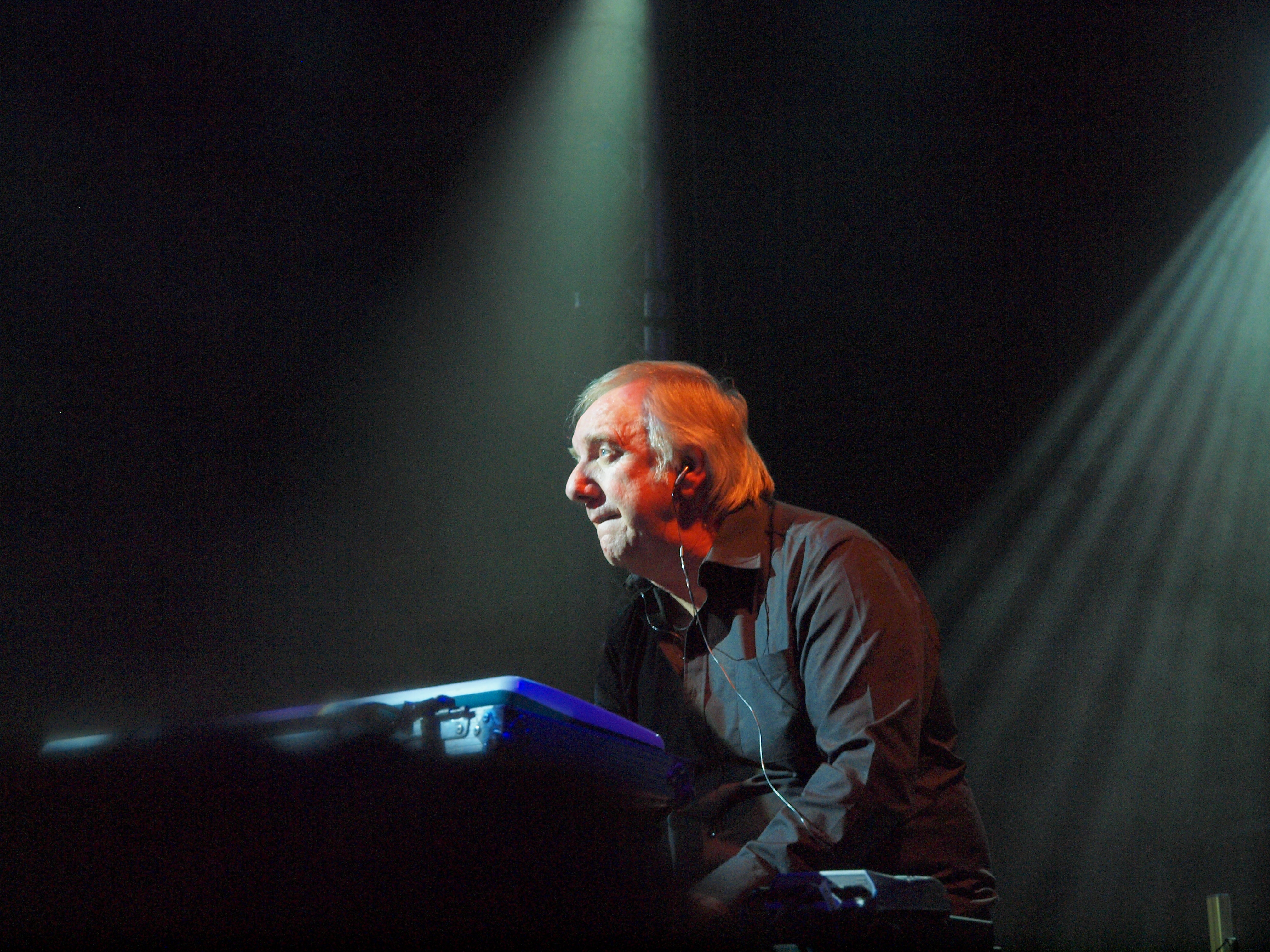
اجرای یان شلهاس با کاروان در سال ۲۰۱۲

کاروان (به انگلیسی: Caravan) یک گروه راک انگلیسی از منطقه کانتربری است که توسط اعضای سابق وایلد فلاورز، دیوید سینکلر، ریچارد سینکلر، پای هستینگز و ریچارد کوگلان در سال ۱۹۶۸ تأسیس شد. گروه هرگز به موفقیت تجاری بزرگی که در ابتدای کارشان برای آنها پیش‌بینی شده بود، دست نیافته‌اند، اما با این وجود به عنوان بخش کلیدی کنتربری سین از کنش‌های پراگرسیو راک، ترکیبی از سایکدلیک راک، جاز و تأثیرات موسیقی کلاسیک برای ایجاد صدایی متمایز در نظر گرفته می‌شوند.
گروه ابتدا در ویتستبل، کنت، نزدیک کانتربری مستقر بود، اما زمانی که برای مدت کوتاهی با ورو رکوردز قرارداد امضا کرد، به لندن نقل مکان کرد. پس از کنارگذاشته شدن توسط Verve، گروه با دکا رکوردز قرارداد امضا کرد و در آنجا در سال ۱۹۷۱ تحسین‌شده‌ترین آلبوم خود را با نام در سرزمین خاکستری و صورتی منتشر کردند. دیو سینکلر پس از انتشار آلبوم گروه را ترک کرد و سال بعد گروه از هم جدا شدند. هاستینگز و کوگلن اعضای جدیدی اضافه کردند، به ویژه نوازنده ویولا جفری ریچاردسون، که تا قبل از جدایی در سال ۱۹۷۸ به کار خود ادامه دادند.
گروه در دهه‌های بعد چندین بار اصلاح شد و کاروان همچنان به عنوان یک گروه زنده در قرن بیست و یکم، علیرغم مرگ کوگلان در دسامبر ۲۰۱۳ فعال است.

## اعضا

### اعضا کنونی
- پای هستینگز
- جفری ریچاردسون
- جان شلهاس
- مارک واکر
- لی پومروی

### اعضا پیشین
- ریچارد کوفلان
- ریچارد سینکلر
- دیو سینکلر
- استیو میلر
- درک آستین
- استوارت ایوانز
- جان جی پری
- مایک ودگوود
- دک مسکار
- داگ بویل
- سایمون بنتال
- جیمی هستینگز
- جیم لوورتون

## دیسکوگرافی

### آلبوم‌های استودیویی
- کاروان (۱۹۶۹)
- "اگر می‌توانستم دوباره این کار را انجام دهم، آن را با تو انجام می‌دادم" (۱۹۷۰)
- "در سرزمین خاکستری و صورتی" (۱۹۷۱)
- "واترلو لیلی" (۱۹۷۲)
- "برای دخترانی که در شب چاق می‌شوند" (۱۹۷۳)
- Cunning Stunts (1975)
- "سگ کور در سنت دانستنز" (۱۹۷۶)
- "بهتر" (۱۹۷۷)
- آلبوم (۱۹۸۰)
- بازگشت به جلو (۱۹۸۲)
- آب خنک (۱۹۹۴)
- The Battle of Hastings (1995)
- مورد صبحانه غیرمجاز (۲۰۰۳)
- "Paradise Filter" (2013)
- «به شما مربوط نیست» (2021)

### آلبوم‌های زنده
- "کاروان و سمفونی جدید" (۱۹۷۴)
- BBC Radio 1 Live in Concert (1991)
- "Live in Holland: Back on the Tracks" (1998)
- "Live 1990" (1992)
- "Songs for Oblivion Fishermen" (تلفیقی از ضبط‌های BBC، ۱۹۹۸)
- "Ether Way" (تلفیقی از ضبط‌های BBC، ۱۹۹۸)
- "نمایش زندگی ما" (تلفیقی از ضبط‌های بی‌بی‌سی، ۱۹۹۸)
- "زنده: کانتربری به لندن می‌آید" (۱۹۹۹)
- تجهیزات سورپرایز (۱۹۹۹)
- "بستر در کنسرت" (۲۰۰۲)
- "بطری‌های سبز برای مارجوری: جلسات گمشده بی‌بی‌سی" (مجموعه ضبط‌های بی‌بی‌سی، ۲۰۰۲)
- "زنده در سالن فیرفیلد، ۱۹۷۴" (۲۰۰۲)
- "داستان یک شب" (۲۰۰۳)
- "هیچ جایی برای پنهان شدن" (۲۰۰۳)
- "با رشته‌های متصل" (۲۰۰۳)
- Live UK Tour 1975 (ضبط شده در دانشگاه ناتینگهام) (۲۰۰۳)
- "نمایش زندگی ما - کاروان در بی‌بی‌سی ۱۹۶۸-۱۹۷۵" (مجموعه ضبط‌های بی‌بی‌سی، ۲۰۰۷)
- A Hunting We Shall Go: Live In 1974 (2008)
- "کاروان - ضبط زنده در کنسرت در استودیو متروپلیس، لندن" (CD/DVD, 2012)

### آلبوم‌های گردآوری شده
- "قصه‌های کانتربری" (۱۹۷۷)
- "نمایش زندگی ما" (۱۹۸۱)
- "ترانه‌ها و نشانه ها" (۱۹۹۱)
- The Best of Caravan – Canterbury Tales (1994 - نسخه گسترش یافته نسخه ۱۹۷۷)
- "همه سر تو" (۱۹۹۷)
- مرد مسافر (۱۹۹۸)
- "ریزش سر" (۱۹۹۹)
- Oll Over You...Too (2000)
- "راه‌های سفر: گلچین HTD" (2000)
- "کجا جز برای کاروان؟" (۲۰۰۰)
- "دنیا مال توست" (4-CD Box Set، ۲۰۱۰)
- آهنگ‌های کاتالوگ برگشتی (۲۰۱۳)
- "به نظر شما ما کی هستیم" (۲۰۲۱) (۳۵ سی دی + دی وی دی و جعبه دیسک بلوری)

### تک‌آهنگهای انگلستان
- "Place of My Own" (1969)
- "If I Could Do It All Over Again I'd Do It All Over You" (1970)
- "Love to Love You" (1971)
- "Stuck in a Hole" (1975)
- "All the Way" (1976)
- "Better by Far" (1977)
- "Heartbreaker" (1980)
- "Keepin' Up de Fences" (1980)[۲]

## فیلم‌شناسی
- ۲۰۰۲: A Night's Tale - Live in USA (CD/DVD)
- ۲۰۰۳: یک شوالیه در لندن (DVD)
- ۲۰۰۴: The Ultimate Anthology (DVD)
- ۲۰۰۵: کنسرت سی و پنجمین سالگرد (DVD)
- ۲۰۱۱: فیلمبرداری زنده در استودیو متروپلیس (DVD)
- ۲۰۱۲: ضبط زنده به صورت کنسرت در استودیو متروپلیس لندن (CD/DVD)
- ۲۰۱۴: Caravan Live در RoSFEST, Gettysburg، ایالات متحده (DVD)
- ۲۰۱۵: رزمندگان رمانتیک III: داستان‌های کانتربری (DVD)
- ۲۰۱۵: دسترسی به همه مناطق (CD/DVD)

## کتابشناسی
- Bennett, Graham (2005). Soft Machine: Out-bloody-rageous. SAF Publishing Ltd. ISBN 978-0-946719-84-6.
- Hinton, Brian (2003).  Buckley, Peter (ed.). The Rough Guide to Rock. Rough Guides. ISBN 978-1-84353-105-0.
- Irvin, Jim (2007). The Mojo Collection: The Ultimate Music Companion. Canongate Books. ISBN 978-1-84195-973-3.
- Martin, Bill (1998). Listening to the Future: The Time of Progressive Rock, 1968–1978. Open Court Publishing. ISBN 978-0-8126-9368-3.
- Romano, Will (2010). Mountains Come Out of the Sky: The Illustrated History of Prog Rock. Backbeat Books. ISBN 978-1-61713-375-6.